# 鹅溪 (南卡罗来纳州)
鹅溪（英語：Goose Creek）是美国南卡罗来纳州下属的一座城市。城市类型是“市”（City），其面积大约为42.84平方英里（110.95平方公里）。根据2020年美國人口普查，该市有人口45,946人，人口密度约为每平方英里1,085.01人（约合每平方公里418.93人）。